# Barleria linearifolia
Barleria linearifolia är en akantusväxtart som beskrevs av Alfred Barton Rendle. Barleria linearifolia ingår i släktet Barleria och familjen akantusväxter. Inga underarter finns listade i Catalogue of Life.